# أرت بابيت
أرت بابيت (بالإنجليزية: Art Babbit)‏ هو محرك صور متحركة ‏ أمريكي، ولد في 8 أكتوبر 1907 في أوماها في الولايات المتحدة، وتوفي في 4 مارس 1992 في لوس أنجلوس في الولايات المتحدة بسبب قصور كلوي.

## وصلات خارجية
- أرت بابيت على موقع IMDb (الإنجليزية)
- أرت بابيت على موقع ألو سيني (الفرنسية)
- أرت بابيت على موقع قاعدة بيانات الأفلام السويدية (السويدية)
- أرت بابيت على موقع إن إن دي بي (الإنجليزية)
- أرت بابيت على موقع قاعدة بيانات الفيلم (الإنجليزية)
- أرت بابيت على موقع كينوبويسك (الروسية)